# Neokopinata sawarka
Neokopinata sawarka är en stekelart som beskrevs av T.C. Narendran 2003. Neokopinata sawarka ingår i släktet Neokopinata och familjen bredlårsteklar. Inga underarter finns listade i Catalogue of Life.